# Cordyla madagascariensis
Espèce
Statut de conservation UICN

 LC  : Préoccupation mineure
Cordyla madagascariensis est une espèce de plantes à fleurs de la famille des Fabaceae. C'est un arbre endémique de Madagascar,.

## Description
C'est un arbre qui pousse principalement dans le biome tropical à saison sèche.

## Répartition
Ce taxon se rencontre dans le pays suivant: Madagascar.

## Liste des sous-espèces
Selon GBIF (13 décembre 2024) :
- Cordyla madagascariensis subsp. madagascariensis
- Cordyla madagascariensis subsp. tamarindoides (Capuron) Du Puy & Labat

## Systématique
Le nom correct complet (avec auteur) de ce taxon est Cordyla madagascariensis R.Vig..
Cordyla madagascariensis a pour synonymes :
- Dupuya madagascariensis subsp. madagascariensis
- Dupuya madagascariensis (R.Vig.) J.H.Kirkbr.